# CXCR1
CXCR1 (англ. C-X-C motif chemokine receptor 1) – білок, який кодується однойменним геном, розташованим у людей на короткому плечі 2-ї хромосоми.  Довжина поліпептидного ланцюга білка становить 350 амінокислот, а молекулярна маса — 39 791.
| 10         |  | 20         |  | 30         |  | 40         |  | 50         |
| ---------- |  | ---------- |  | ---------- |  | ---------- |  | ---------- |
| MSNITDPQMW |  | DFDDLNFTGM |  | PPADEDYSPC |  | MLETETLNKY |  | VVIIAYALVF |
| LLSLLGNSLV |  | MLVILYSRVG |  | RSVTDVYLLN |  | LALADLLFAL |  | TLPIWAASKV |
| NGWIFGTFLC |  | KVVSLLKEVN |  | FYSGILLLAC |  | ISVDRYLAIV |  | HATRTLTQKR |
| HLVKFVCLGC |  | WGLSMNLSLP |  | FFLFRQAYHP |  | NNSSPVCYEV |  | LGNDTAKWRM |
| VLRILPHTFG |  | FIVPLFVMLF |  | CYGFTLRTLF |  | KAHMGQKHRA |  | MRVIFAVVLI |
| FLLCWLPYNL |  | VLLADTLMRT |  | QVIQESCERR |  | NNIGRALDAT |  | EILGFLHSCL |
| NPIIYAFIGQ |  | NFRHGFLKIL |  | AMHGLVSKEF |  | LARHRVTSYT |  | SSSVNVSSNL |
|            |  |            |  |            |  |            |  |            |

A: Аланін

C: Цистеїн

D: Аспарагінова кислота

E: Глутамінова кислота

F: Фенілаланін

G: Гліцин

H: Гістидин

I: Ізолейцин

K: Лізин

L: Лейцин

M: Метіонін

N: Аспарагін

P: Пролін

Q: Глутамін

R: Аргінін

S: Серин

T: Треонін

V: Валін

W: Триптофан

Кодований геном білок за функціями належить до рецепторів, g-білокспряжених рецепторів, білків внутрішньоклітинного сигналінгу. 
Задіяний у таких біологічних процесах як хемотаксис, поліморфізм. 
Локалізований у клітинній мембрані, мембрані.